# Адальгард Корбийский
Адальгард Корбийский или Аделард Корвейский (фр. Adalard de Corbie, лат. Adalhardus Corbeiensis; ок. 752 года, Huise — 2 января 826 года, Корби) — франкский корбийский (814—821) и корвейский (822—826) аббат. Член Палатинской академии. Брат Валы Корвейского. Канонизирован в 1026 году.

## Биография
Адальгард — сын графа Бернарда, незаконнорожденного сына Карла Мартела. Дворцовый распорядитель в начале правления Карла Великого, его двоюродного брата. Был воспитателем, затем советником его старшего сына короля Италии Пипина. Восставал против притязаний знати и учил публично, что законам должны повиноваться все, незнатные и знатные. За такое «вольнодумство» подвергался преследованию со стороны тех, кого его слова оскорбляли.
Карл Великий давал Адальгарду важные поручения и также назначил его своим уполномоченным на соборе в Риме в 809 году. После смерти этого императора, он был очернён в глазах Людовика Благочестивого и впал в немилость. Оставил после себя важный источник характеристики крупного монастырского хозяйства его времени — «Статуты Адаларда» (Statusa antiqua abbatiae Santi Petri Corbeiensis).  

## Труды
- Statuta Corbiensis ecclesiae
- Libellus de ordine Palatii (авторство оспаривается; книга не сохранилась)